# Risa Itō
伊藤 理佐
Œuvres principales
- Oi Pītan!!
- Higepiyo
- One Woman Two Cats
- Oruchuban Ebichu

Risa Itō (伊藤 理佐, Itō Risa) est une dessinatrice de manga japonais. Elle est née le 6 septembre 1969  dans la préfecture de Nagano, au Japon. Elle a remporté le Prix du manga Kōdansha 2005 pour shōjo de Oi Pītan!! et Prix de l'histoire courte de le Prix culturel Osamu Tezuka 2006 pour One Woman, Two Cats, Oi Pītan!!, et Onna no Mado. Son manga Oruchuban Ebichu a été adapté par Gainax comme une série télévisée anime. Son dernier opus, Higepiyo (ヒゲ ぴよ), publié en feuilleton dans magazine Chorus, a également été adapté en série télévisée anime.